# フェオドラ・サルタコヴナ
フェオドラ・サルタコヴナ（ロシア語: Феодора Сартаковна、? - 1273年12月20日）は、ベロオーゼロ公グレプ(ru)の妻である。
フェオドラは1257年にキリスト教の洗礼を受け、ベロオーゼロ公グレプと結婚した。その父はジョチ・ウルスのサルタクという貴族である。このサルタクがバトゥの子のサルタクであると断言できる史料はないが、G.ヴェルナドスキー(ru)はその著書の中で、バトゥの子のサルタクの娘であるとみなしている。
フェオドラはロストフで16年間を過ごし、グレプとの間にデミアンとミハイルの2人の子をなした。1273年末に死亡し、ロストフ主教イグナティー(ru)によって埋葬された。